# پیر آنژ اومبه
پیر آنژ اومبه (انگلیسی: Pierre-Ange Omombé؛ زادهٔ ۹ مارس ۱۹۹۵) بازیکن فوتبال اهل فرانسه است.